# 크리스테로 전쟁

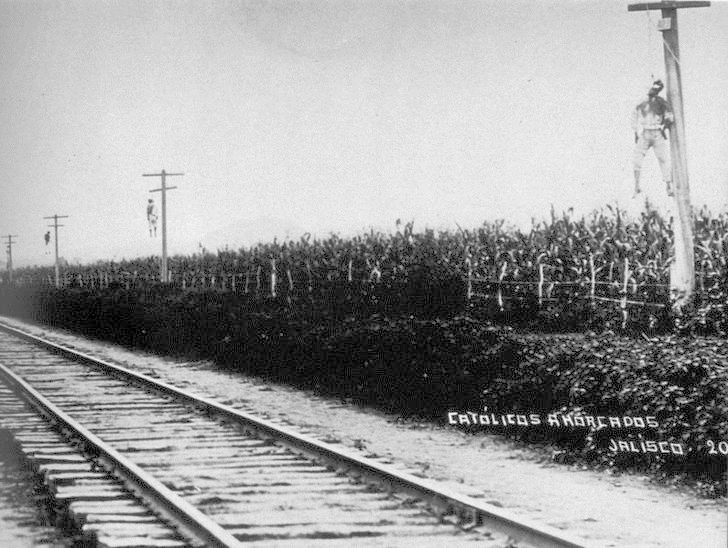

크리스테로 전쟁(스페인어: Guerra Cristera 게라 크리스테라[*])은 멕시코 혁명 중 로마 가톨릭교회 교도들이 일으킨 반란이다. 서부 멕시코에서 시작된 이 반란은 혁명 정부의 새헌법에 로마 가톨릭교회가 저항하면서 1917년 시작되었다.

## 개요
멕시코 혁명 당시 멕시코 땅의 4분의 3을 소유한 로마 가톨릭 교회는 가난한 농민들의 개혁 대상 1순위였다. 뛰어난 이론가이자 급진적인 정치가인 프란시스코 무히카는 로마 가톨릭교회 성직자들의 부패와 가난한 농민들의 실태를 고발하는 문서를 조사 정리하였다. 이에 혁명 정부는 1917년 새헌법을 만들어 가톨릭 교회의 사회적 경제적 영향력을 억제하고, 교육에서 교회의 개입을 금지하고 종교 선택의 자유를 명문화하고 교회의 재산을 몰수했다.
이에 로마 가톨릭교회는 1917년 2월 24일 새헌법에 대한 저항의 성명서를 발표하고 새 헌법에 복종하지 않을 것이라고 선언하였다. 가톨릭 교회는 교황 레오 13세의 1891년 회칙《새로운 사태》에 따라 '멕시코 가톨릭 청년회'의 결성과 1925년 '종교자유수호국민동맹'의 조직을 통해 대응하였다. 이후 국가와 가톨릭 교도와의 갈등은 갈수록 폭력적이 되었다.
1924년 플루타르코 엘리아스 카예스대통령이 집권하면서 정부와 가톨릭의 대립은 더욱 첨예해진다. 카예스 대통령은 " 가톨릭 교회는 국가와 양립할 수 없으며 가톨릭 신자는 그의 일차적 충성의 대상이 로마 교황청이기 때문에 결코 좋은 시민이 될 수 없다"고 생각했다.
정부는 헌법 130조의 시행령을 1926년초에 제정 공포하였다. 이 시행령은 사제직을 수행하기 위해서는 정부당국에 등록 신고하여야 한다는 내용이 골자이다. 이 시행령은 '카예스법'이라고 불리는 일종의 형사법이었다. 가톨릭 교회는 농민들을 선동하여 1927년 1월 반란을 일으켰고, 반란은 긴 내전으로 이어졌다.

## 반란의 전개
최초의 반란은 1926년 12월 시작되었다. 당시 가톨릭 지도자들은 정부의 인기 하락과 대다수 국민들이 카톨릭 신자이기 때문에 빠른 시간안에 전쟁에서 승리할 것으로 생각하였다. 1927년 1월 농촌의 수많은 가톨릭 신자들이 전쟁에 참여하였다. 남자, 여자 심지어는 어린이들까지 반란에 가담하였다. 당시 봉기에 참가한 가톨릭 농민의 수는 2만5000명 정도였다. 가톨릭 농민군은 사형대 앞에서 죽기 전에 '그리스도왕 만세'를 부르고 죽자 후에 그들은 '로스 크리스테로스(los cristeros)라고 불렸다.

## 반란의 결말
1928년 중반 전쟁이 시작 된지 2년이 지나 교착상태에 빠지는데 알바로 오브레곤의 암살 이후 교회와 정부는 협상 테이블에 나섰다.이리하여 1929년 6월 3년간 지속된 전쟁은 종결되었다. 정부는 반가톨릭 법을 개정하지는 않았으나 법의 적용은 중단하였다. 그리고 반란군에 대한 사면과 교회의 반환을 보장하였다.

## 국가와 교회의 타협
1929년 에밀리오 포르테스 힐 대통령과 멕시코 대주교는 협정을 맺고 멕시코 가톨릭 교회의 정치적 사회적 위치를 새롭게 규정하였다.
교회는 원칙적으로 국가의 주권을 인정하였으며 비록 헌법을 인정하지 않았으나 복종을 받아들였다. 국가는 예배와 관련하여 어떠한 법적 헌법적 원칙을 변경하지 않았으며 교회는 국가 정치에 참여하거나 영향을 줄 수 없는 단순한 사적 조직으로 간주되었다. 그러나 국가는 종교적 삶에 있어서 가톨릭 교회의 특권을 수용하였고 종교적 활동의 자유와 교육의 제한된 권한을 허용하였다. 이로서 국가와 로마 가톨릭교회 사이에 일종의 모두스 비벤디(modus vivendi)가 성립 되었다.

## 같이 보기
- 국민공동통치연합
- 문화투쟁
- 멕시코 혁명
- 그레이엄 그린
- 후안 룰포